# Артіс Аболс
Артіс Аболс (латис. Artis Ābols; народився 3 січня 1973 у м. Рига, СРСР) — латвійський хокеїст, лівий нападник, тренер. 
Його син Родріго Аболс також хокеїст.
Виступав за «Пардаугава» (Рига), ХК «Нітторпс», «Оденсе Бульдогс», «Гермес» (Коккола), «Йокіпоят» (Местіс), ХК «Нюкепінг», «Металургс» (Лієпая), «Сондерюске» (Войєнс), ХК «Рига 2000».
У складі національної збірної Латвії учасник чемпіонатів світу 1993 (група C), 1999, 2000, 2001 і 2002.
Чемпіон Латвії (2007).